# Tomasz Sikora
Tomasz Sikora (n. 21 decembrie 1973, Wodzisław Śląski, Republica Populară Polonă, Polonia) este un biatlonist ce a reprezentat Polonia, medaliat olimpic. A participat la 5 ediții ale Jocurilor Olimpice (1994, 1998, 2002, 2006, 2010) în care a câștigat o medalie de argint.